# Suzlon Energy
Suzlon Energy Limited je indijski proizvajalec vetrnih turbin. Leta 2013 je bil 5. največji proizvajalec na svetu. Podjetje je v 31 državah po svetu namestilo več kot 24200 MW vertrih turbin in ima več kot 10 tisoč zaposlenih. Sedež podjetja je v kraju Pune, Indija. 

## Izdelki
- S111 - 2,1 MW
- S97 - 2,1 MW
- S95 - 2,1 MW
- S88 - 2,1 MW
- S82 - 1,5 MW
- S66 - 1,25 MW
- S52 - 600 kW